# ウィルフリード・シンゴ
ウィルフリード・シンゴ（2000年12月25日 - ）はコートジボワールのサッカー選手。コートジボワール代表。ASモナコ所属。ポジションはDF。

## 経歴
2018年の夏にトリノFCに加入した2020年6月27日のカリアリ・カルチョ戦でセリエAデビュー。2020年7月29日のASローマ戦で初得点を記録した。
2023年8月17日、ASモナコに移籍し、5年契約を締結した。

### 代表歴
2021年6月5日のブルキナファソ代表との親善試合でA代表デビュー。同年には、東京オリンピック代表にも選出されている。